# تپه عبدل
تپه عبدل مربوط به سدهٔ ۸–۶ ه‍.ق است و در شهرستان نقده، بخش مرکزی، دهستان میرآباد، روستای علی ملک واقع شده و این اثر در تاریخ ۷ خرداد ۱۳۸۷ با شمارهٔ ثبت ۲۲۹۱۰ به‌عنوان یکی از آثار ملی ایران به ثبت رسیده است.